# Campionat del món de ciclisme en pista de 2017
El Campionat Mundial de Ciclisme en Pista de 2017 se celebra a Hong Kong del 12 al 6 d'abril de 2017.
Les competicions es disputen al Velòdrom de Hong Kong. En total es competeix en 20 disciplines, 10 de masculines i 10 de femenines. En aquesta edició va debutar el Madison femení.

## Resultats

### Masculí
| Prova                     | Or | Argent | Bronze                                                                                               |
| Velocitat individual      | Denís Dmítriev · Rússia ·                                                                                            | Harrie Lavreysen · Països Baixos ·                                                                                 | Ethan Mitchell · Nova Zelanda ·                                                                      |
| Velocitat per equips      | Nova Zelanda · Ethan Mitchell · Sam Webster · Edward Dawkins                                                         | Països Baixos · Harrie Lavreysen · Jeffrey Hoogland · Matthijs Büchli · Theo Bos (q) · Nils van 't Hoenderdaal (q) | França · Benjamin Édelin · Sébastien Vigier · Quentin Lafargue · François Pervis (q)                 |
| Persecució individual     | Jordan Kerby · Austràlia ·                                                                                           | Filippo Ganna · Itàlia ·                                                                                           | Kelland O'Brien · Austràlia ·                                                                        |
| Persecució per equips     | Austràlia · Sam Welsford · Cameron Meyer · Alexander Porter · Nick Yallouris · Kelland O'Brien (q) · Rohan Wight (q) | Nova Zelanda · Regan Gough · Pieter Bulling · Dylan Kennett · Nicholas Kergozou                                    | Itàlia · Simone Consonni · Liam Bertazzo · Filippo Ganna · Francesco Lamon · Michele Scartezzini (q) |
| Quilòmetre contrarellotge | François Pervis · França ·                                                                                           | Tomáš Bábek · Txèquia · Quentin Lafargue · França ·                                                                | No concedit                                                                                          |
| Cursa per punts           | Cameron Meyer · Austràlia ·                                                                                          | Kenny De Ketele · Bèlgica ·                                                                                        | Wojciech Pszczolarski · Polònia ·                                                                    |
| Keirin                    | Azizulhasni Awang · Malàisia ·                                                                                       | Fabián Puerta · Colòmbia ·                                                                                         | Tomáš Bábek · Txèquia ·                                                                              |
| Madison                   | França · Morgan Kneisky · Benjamin Thomas ·                                                                          | Austràlia · Cameron Meyer · Callum Scotson ·                                                                       | Bèlgica · Moreno De Pauw · Kenny De Ketele ·                                                         |
| Scratch                   | Adrian Tekliński · Polònia ·                                                                                         | Lucas Liss · Alemanya ·                                                                                            | Christopher Latham · Regne Unit ·                                                                    |
| Òmnium                    | Benjamin Thomas · França ·                                                                                           | Aaron Gate · Nova Zelanda ·                                                                                        | Albert Torres · Espanya ·                                                                            |

### Femení
| Prova                     | Or                                                                             | Argent                                                                      | Bronze                                                                                                   |
| Velocitat individual      | Kristina Vogel · Alemanya ·                                                    | Stephanie Morton · Austràlia ·                                              | Lee Wai Sze · Hong Kong ·                                                                                |
| Persecució individual     | Chloe Dygert · Estats Units ·                                                  | Ashlee Ankudinoff · Austràlia ·                                             | Kelly Catlin · Estats Units ·                                                                            |
| 500 metres contrarellotge | Dària Xmeliova · Rússia ·                                                      | Miriam Welte · Alemanya ·                                                   | Anastassia Vóinova · Rússia ·                                                                            |
| Cursa per punts           | Elinor Barker · Regne Unit                                                     | Sarah Hammer · Estats Units                                                 | Kirsten Wild · Països Baixos                                                                             |
| Scratch                   | Rachele Barbieri · Itàlia ·                                                    | Elinor Barker · Regne Unit ·                                                | Jolien D'Hoore · Bèlgica ·                                                                               |
| Keirin                    | Kristina Vogel · Alemanya                                                      | Martha Bayona · Colòmbia                                                    | Nicky Degrendele · Bèlgica                                                                               |
| Velocitat per equips      | Rússia · Dària Xmeliova · Anastassia Vóinova ·                                 | Austràlia · Kaarle McCulloch · Stephanie Morton ·                           | Alemanya · Miriam Welte · Kristina Vogel ·                                                               |
| Persecució per equips     | Estats Units · Kelly Catlin · Chloe Dygert · Kimberly Geist · Jennifer Valente | Austràlia · Amy Cure · Ashlee Ankudinoff · Alexandra Manly · Rebecca Wiasak | Nova Zelanda · Racquel Sheath · Rushlee Buchanan · Kirstie James · Jaime Nielsen · Michaela Drummond (q) |
| Madison                   | Bèlgica · Lotte Kopecky · Jolien D'Hoore ·                                     | Regne Unit · Elinor Barker · Emily Nelson ·                                 | Austràlia · Amy Cure · Alexandra Manly ·                                                                 |
| Òmnium                    | Katie Archibald · Regne Unit ·                                                 | Kirsten Wild · Països Baixos ·                                              | Amy Cure · Austràlia ·                                                                                   |

## Medaller
| Posició | País          | Or | Plata | Bronze | Total |
| 1       | Austràlia     | 3  | 5     | 3      | 11    |
| 2       | França        | 3  | 1     | 1      | 5     |
| 3       | Rússia        | 3  | 0     | 1      | 4     |
| 4       | Alemanya      | 2  | 2     | 1      | 5     |
| 4       | Regne Unit    | 2  | 2     | 1      | 5     |
| 6       | Estats Units  | 2  | 1     | 1      | 4     |
| 7       | Nova Zelanda  | 1  | 2     | 2      | 5     |
| 8       | Bèlgica       | 1  | 1     | 3      | 5     |
| 9       | Itàlia        | 1  | 1     | 1      | 3     |
| 10      | Polònia       | 1  | 0     | 1      | 2     |
| 11      | Malàisia      | 1  | 0     | 0      | 1     |
| 12      | Països Baixos | 0  | 3     | 1      | 4     |
| 13      | Colòmbia      | 0  | 2     | 0      | 2     |
| 14      | Txèquia       | 0  | 1     | 1      | 2     |
| 15      | Hong Kong     | 0  | 0     | 1      | 1     |
| 15      | Espanya       | 0  | 0     | 1      | 1     |
| Total   | Total         | 20 | 21    | 19     | 60    |